# Équipe cycliste féminine Dukla Praha
Cet article concerne l'équipe cycliste féminine. Pour l'équipe masculine, voir Équipe cycliste Dukla Praha.
L'équipe cycliste féminine Dukla Praha est une équipe cycliste féminine tchèque devenue professionnelle en 2018. Basée à Prague, elle fait partie du club omnisports Dukla Praha.

## Encadrement
En 2018, le directeur sportif de l'équipe est Jaromír Friede et le représentant de l'équipe auprès de l'UCI Milan Kadlec.

## Dukla Praha en 2018

### Effectif
| Effectif 2018            | Effectif 2018     | Effectif 2018 | Effectif 2018     |
| Cycliste                 | Date de naissance | Pays          | Équipe précédente |
| ------------------------ | ----------------- | ------------- | ----------------- |
| Nikola Bajgerová         | 31 janvier 1997   | Tchéquie      |                   |
| Ema Cetkovska            | 8 février 1999    | Tchéquie      |                   |
| Barbora Dzerengova       | 7 avril 1999      | Tchéquie      |                   |
| Lucie Hochmann           | 7 juillet 1991    | Tchéquie      |                   |
| Katerina Kohoutková      | 23 octobre 1998   | Tchéquie      |                   |
| Tereza Korvasova         | 29 juin 1996      | Tchéquie      |                   |
| Jarmila Machačová        | 9 janvier 1986    | Tchéquie      |                   |
| Martina Mikulášková      | 13 août 1993      | Tchéquie      |                   |
| Tereza Neumanová         | 9 août 1998       | Tchéquie      |                   |
| Dana Pospisilova         | 4 avril 1991      | Tchéquie      |                   |
| Melissa van Neck         | 13 octobre 1991   | Tchéquie      |                   |
|                          |                   |               |                   |
| Source : ProCyclingStats |                   |               |                   |

### Victoires
| Victoires | Victoires                                             | Victoires | Victoires | Victoires         | Victoires |
| Date      | Course                                                | Pays      | Classe    | Vainqueur         |           |
| --------- | ----------------------------------------------------- | --------- | --------- | ----------------- | --------- |
| 21 juin   | Championnat de République tchèque du contre-la-montre | Tchéquie  | CN        | Tereza Korvasova  |           |
| 23 juin   | Championnat de République tchèque sur route           | Tchéquie  | CN        | Jarmila Machačová |           |